# Nguyễn Thị Kim Ngân
Pour les articles homonymes, voir Nguyễn.
Nguyễn Thị Kim Ngân ((prénom : Thi Kim Ngan ; nom de Famille : Nguyễn) née le 12 avril 1954 à Bến Tre, est une femme politique vietnamienne. Elle est présidente de l'Assemblée nationale de 2016 à 2021.

## Biographie
Le 31 mars 2016, elle est élue présidente de l'Assemblée nationale, succédant à Nguyễn Sinh Hùng (en). Elle est la première femme à occuper cette fonction. Elle a auparavant été vice-présidente de l'Assemblée nationale, ministre du Travail et présidente de la province de Hai Duong,.